# آنشائو
آنشائو (به آلمانی: Anschau) یک شهر در آلمان است که در ماین-کبلنتس واقع شده‌است. آنشائو ۲۸۴ نفر جمعیت دارد.